# Hyllisia ochreovittata
Hyllisia ochreovittata là một loài bọ cánh cứng trong họ Cerambycidae.